# Toda Mosui

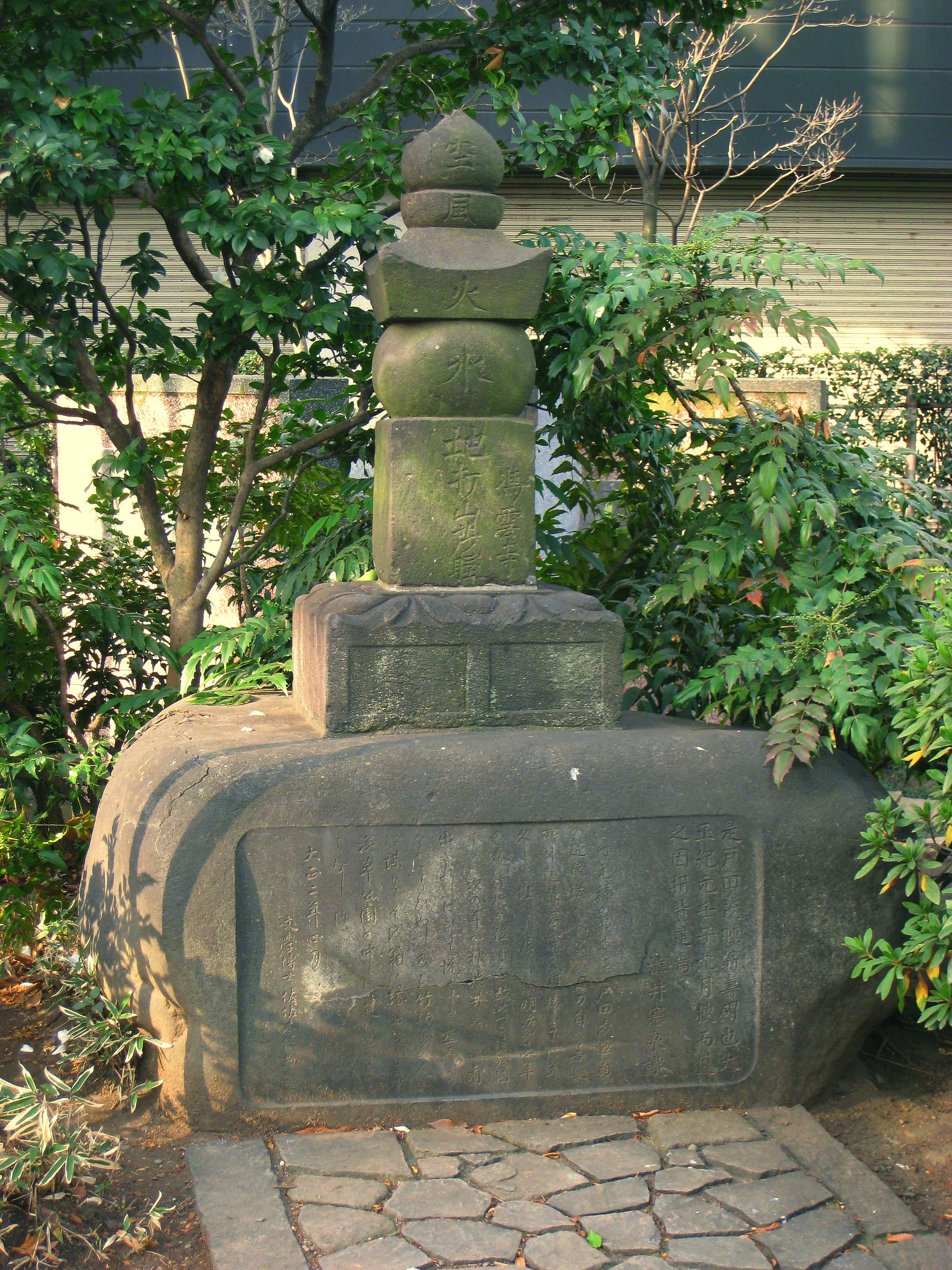
Toda Mosuis Grab auf dem Friedhof des Sensō-ji

Toda Mosui (jap. 戸田 茂睡, eigentlich: Toda Yasumitsu (戸田 恭光); * 1629; † 1706) war ein japanischer Samurai, Waka-Dichter und Kokugaku-Gelehrter.
Der Sohn eines Vasallen des Tokugawa Tadanaga befasste sich, wie seine Zeitgenossen Shimokōbe Chōryū und Keichū mit dem Studium der Gedichtsammlung Man’yōshū und steht damit neben diesen am Anfang der nationalen Schule Kokugaku. Er trat außerdem als Waka-Dichter hervor. In seinen späteren Jahren wurde er shintoistischer Mönch.